# Jakob Hurt

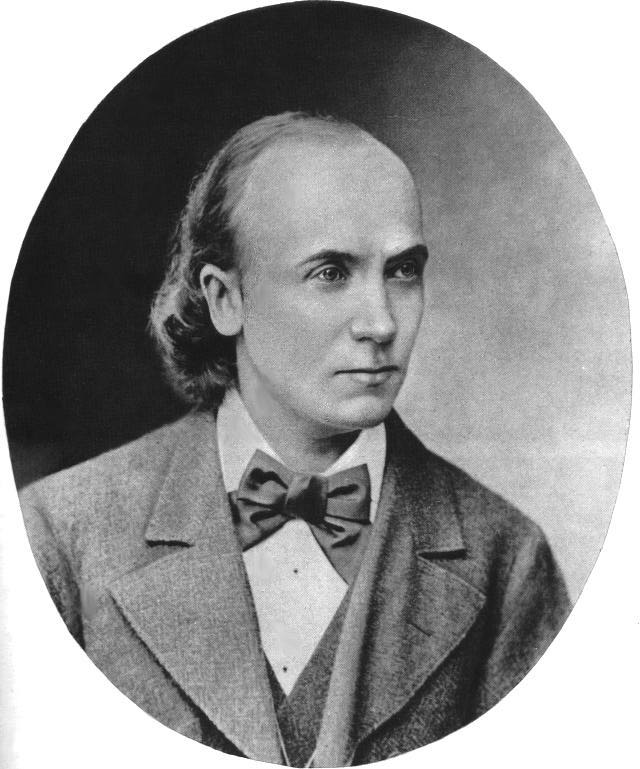
Jakob Hurt als junger Lehrer (1866)

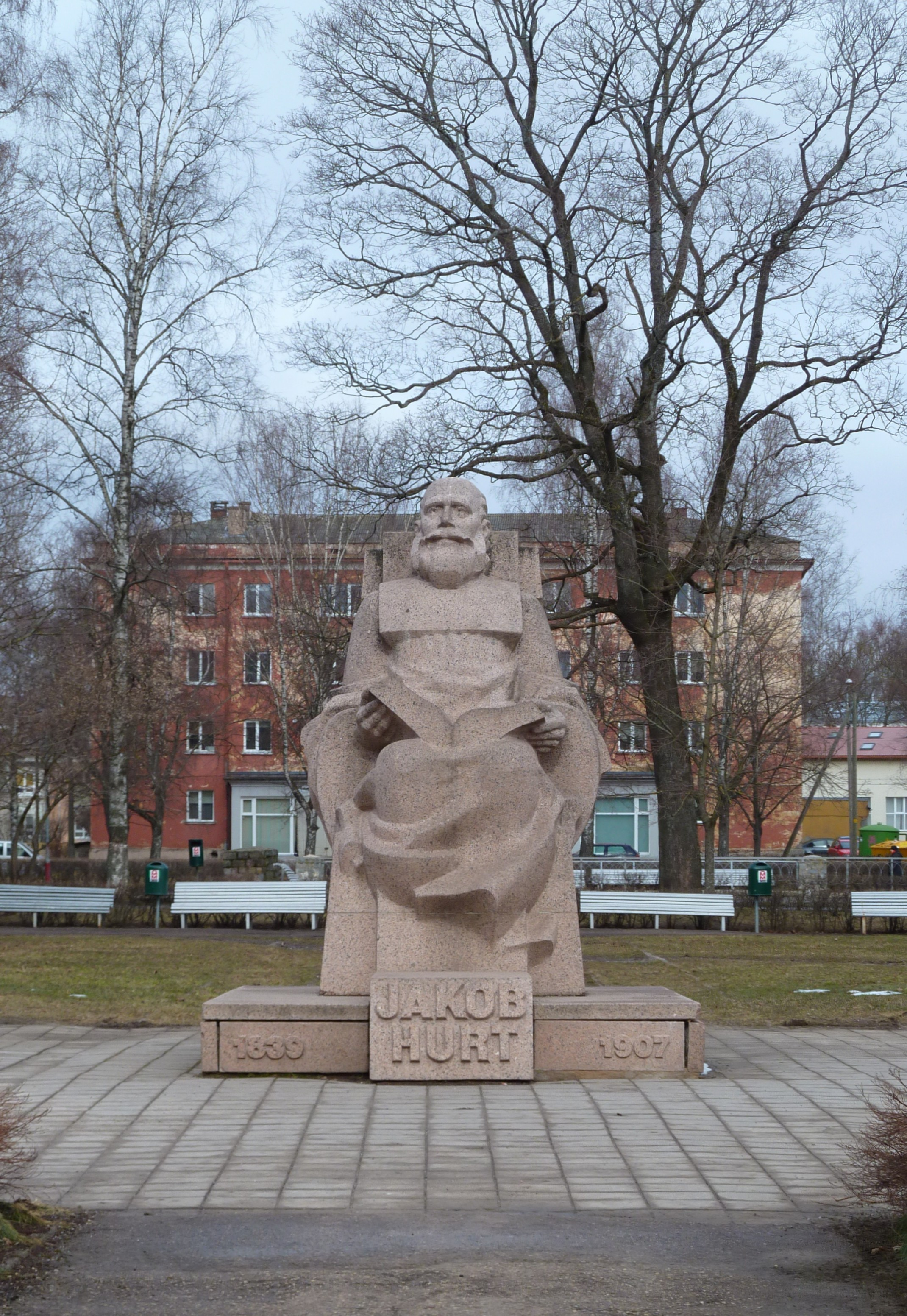
Denkmal für Jakob Hurt in Tartu

Jakob Hurt (* 10. Julijul. / 22. Juli 1839greg. im Dorf Himmaste, damals Gemeinde Vana-Koiola, Kirchspiel Põlva, Livland; † 31. Dezember 1906jul. / 13. Januar 1907greg. in Sankt Petersburg, Russland) war ein estnischer Folklorist, Theologe und Sprachwissenschaftler.

## Frühe Jahre
Jakob Hurt wurde als Sohn von Jaan Hurt (1818–1861) und seiner Frau Marie (geborene Kurvitsa, 1818–1898) geboren. Er ging auf die Dorfschule von Himmaste (heute Gemeinde Põlva) und die Schule des Kirchspiels in Põlva. Von 1853 bis 1855 besuchte er die Kreisschule und das Gymnasium in Tartu.
Hurt studierte von 1859 bis 1864 Theologie an der Kaiserlichen Universität Dorpat, wo er seit 1860 in der Corporation Livonia aktiv war. Er schloss sein Studium 1865 als cand. theol. ab. Danach war Jakob Hurt 1865/66 als Hauslehrer bei der Familie Alexander Theodor von Middendorffs in Hellenurme (heute Gemeinde Palupera) angestellt. Von 1868 bis 1872 war er als Gymnasiallehrer in Tartu und Kuressaare tätig.

## Pfarrer
Im November 1872 wurde Jakob Hurt in der Marienkirche von Tartu ordiniert. Von 1872 bis 1880 war er Pfarrer in Otepää und leitete danach von 1880 bis 1901 als Pastor die estnische Kirchengemeinde in Sankt Petersburg.
Im Juli 1868 heiratete Jakob Hurt Eugenie Oettel. Das Paar hatte sechs Kinder.

## Estnische Sprache
Bereits als junger Student engagierte sich Jakob Hurt in der Zeit des Nationalen Erwachens für die Stärkung der estnischen Sprache und Kultur. Von 1872 bis 1881 war er erster Präsident des einflussreichen Estnischen Literatenvereins (Eesti Kirjameeste Selts), der für die Propagierung und Modernisierung der estnischen Sprache eintrat. 1886 wurde er mit einer linguistischen Arbeit an der Universität Helsinki zum Doktor der Philosophie promoviert.
Jakob Hurt vertrat im Eintreten für eine stärkere estnische Identität eine moderate Linie und grenzte sich von deutschbaltischen und deutsch beeinflussten Pastoren ebenso ab wie von den radikaleren Gedanken des estnischen Publizisten Carl Robert Jakobson. Besonders die Verwendung des Estnischen in den Schulen und in der Volksbildung war Hurt ein Anliegen.
In den 1880er Jahren zog er sich immer mehr aus dem öffentlichen Leben zurück, blieb aber eine der Leitfiguren der nationalen estnischen Emanzipationsbewegungen. Jakob Hurt widmete sich von nun an vor allem der Folkloristik und Linguistik. Seine Arbeiten zum Estnischen gehören zu den prägenden Werken für die Bildung der Schriftsprache. In Lühikene õpetus kirjutamisest parandatud viisi (1864) legte Hurt den Grundstein einer modernisierten Orthographie. Seine Promotionsschrift Die estnischen Nomina auf -ne purum (1886) und die Monographie Eesti sõnadest -line lõpuga (1903) waren wegweisende Arbeiten zum Estnischen. In Zusammenarbeit mit dem Sprachwissenschaftler Ferdinand Johann Wiedemann war Hurt an den Arbeiten zum großen Estnisch-Deutschen Wörterbuch beteiligt.

## Folkloristik

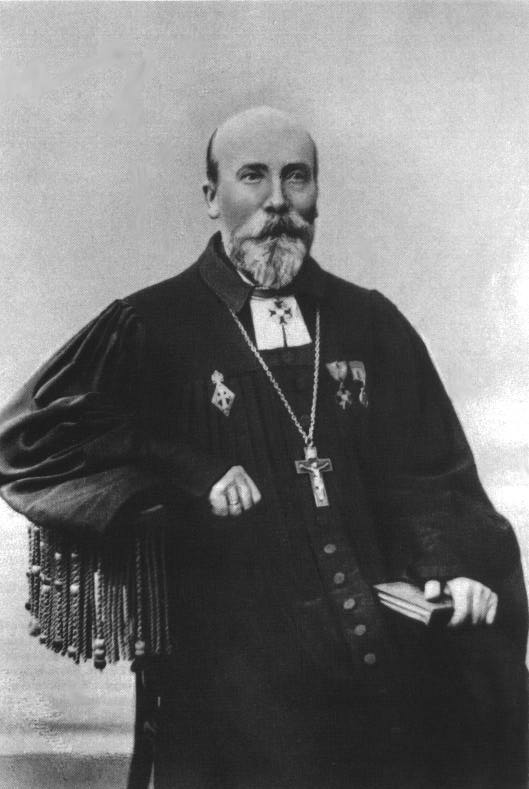
Jakob Hurt als estnischer Pfarrer in St. Petersburg

Daneben sammelte Jakob Hurt systematisch estnische Volksdichtung und Volkslieder, die er ab 1863 herausgab. Unter der Überschrift Monumenta Estoniae Antiquae erschienen unter anderem Beiträge zur Kenntniss estnischer Sagen und Ueberlieferungen (1863), Vana Kannel (Band 1: 1875–1886, Band 2: 1884–1886) und Setukeste laulud (1904–1907).
Jakob Hurt liegt auf dem Raadi-Friedhof von Tartu begraben. Sein Porträt war auf dem bis 2011 geltenden Zehn-Kronen-Schein zu sehen. 
Er war Mitglied im Verein Studierender Esten.

## Wichtigste Werke
- Beiträge zur Kenntnis estnischer Sagen und Ueberlieferungen, Tartu 1863
- Lühikene õpetus õigest kirjutamisest parandatud viisi, Tartu 1864
- Vana Kannel I, Tartu 1875–1886
- Pildid isamaa sündinud asjust, Tartu 1879
- Vana Kannel II, Tartu 1884–1886
- Die estnischen Nomina auf -ne purum, Helsinki 1886
- Eesti astronoomia, Tartu 1899
- Über die Pleskauer Esten oder die sogenannten Setukesen, Helsinki 1904
- Setukeste laulud I-III, Helsinki 1904–1907